# Hypnerotomachia Poliphili

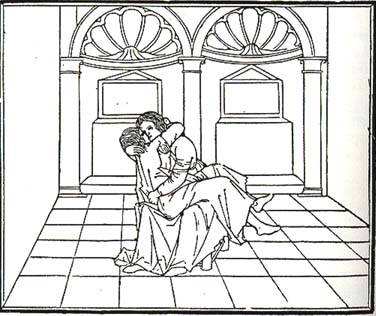
Ilustração da 'Batalha de Amor em Sonho de Polifilo', ilustrador desconhecido

Batalha de Amor em Sonho de Polifilo (no original em grego: Hypnerotomachia Poliphili; 1499) é um dos livros impressos no Renascimento mais enigmáticos de que se tem notícia. A autoria do livro é desconhecida, mas acredita-se que seria de Francesco Colonna. Seu título completo era "Hypnerotomachia Poliphili, ubi humana omnia non nisi somnium esse ostendit, atque obiter plurima scitu sanequam digna commemorat"
Batalha de Amor em Sonho de Polifilo é considerado um dos incunábulos mais belos e raro, ao lado da Bíblia de Gutenberg. Constitui um marco na história do design gráfico pelo design tipográfico revolucionário de Aldus Manutius e pela narrativa sequencial das ilustrações em xilogravura, criada por um ilustrador desconhecido.

## Autoria
A autoria do livro é desconhecida, mas sabe-se que foi editado, projetado e publicado por Aldus Manutius, o primeiro impressor profissional da Itália. Existem algumas pistas sobre a identidade do autor. Por exemplo: alinhadas, as letras iniciais de cada capítulo formam a frase Poliam frater Franciscvs Colomno peramavit que, traduzido do latim, significa o irmão Francisco Colono amava Polia intensamente. Acredita-se que se trata do monge dominicano Francesco Colonna que, segundo os anais dominicanos, solicitou um empréstimo para ajudar na publicação de um livro por volta do ano 1500.

## Sinopse
O livro conta a história do jovem Polifilo que, dentro de um sonho, procura por sua amada, a ninfa Polia. Para alcançar seu destino, ele precisa passar por misteriosas florestas, cidades e labirintos, presenciando todo tipo de cena bizarra e deparando com deuses, ninfas e outros seres mitológicos e arcades.
Além da sua qualidade gráfica, o que torna o livro tão célebre é o fato de ser um dos mais incompreensíveis de todos os tempos. Escrito em várias línguas (latim, grego, hebraico, árabe e hieróglifos egípcios) ao mesmo tempo, a narrativa mistura pesadelos, aventuras, passagens eróticas, tudo em meio a comentários sobre literatura, arquitetura, música, etc.

## Galeria

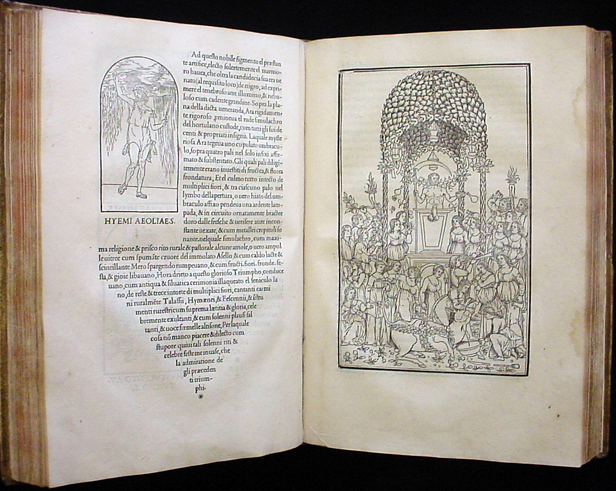
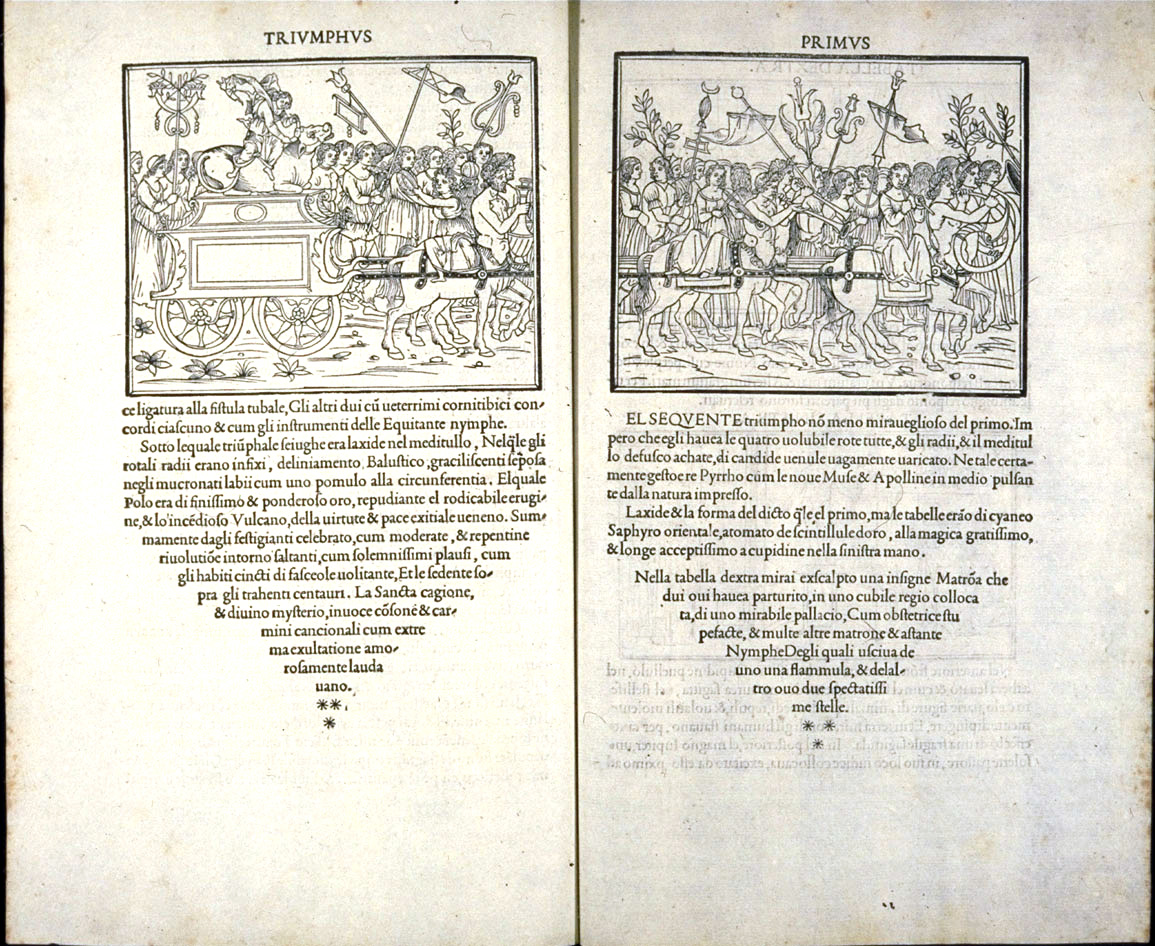
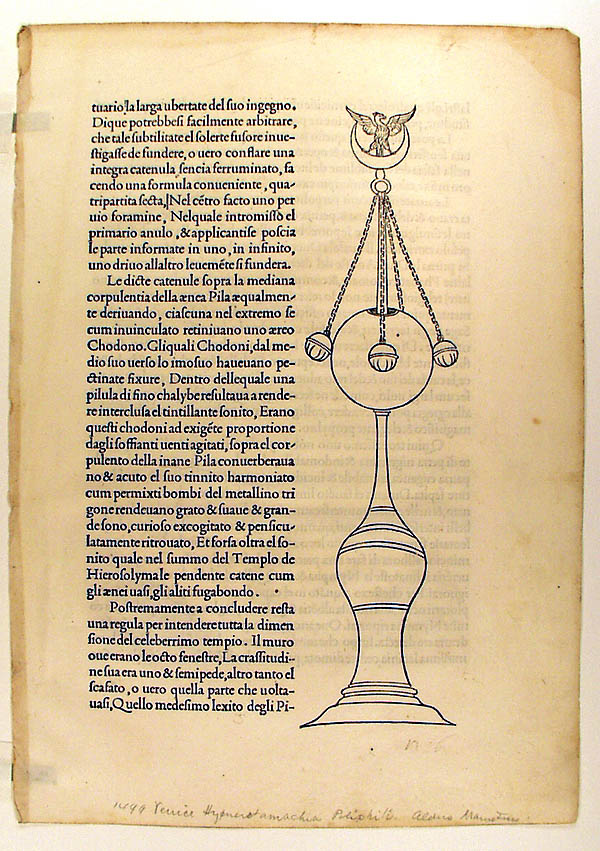